# Веригин, Николай Алексеевич
Николай Алексеевич Веригин (1863—1930) — русский педагог.

## Биография
Родился в 1863 году. Получил высшее образование в Московском университете. Был преподавателем Рыбинской гимназии, позднее — директор Ярославской мужской гимназии (05.08.1906—1915) и 4-й Московской гимназии (с 01.09.1915).
С 1 января 1914 года состоял в чине действительного статского советника. был награждён орденами: Св. Станислава 2-й ст., Св. Анны 2-й ст. и Св. Владимира 3-й ст. (01.01.1917).
У него было три сына и дочь.
Член Всероссийского совета приходских общин. В 1930 году был арестован и по приговору расстрелян